# شرمساری (ترانه)
شرمساری ترانه‌ای از محسن چاوشی در آلبوم امیر بی‌گزند است. شعر این ترانه از حسین صفا و تنظیم آن از بابک نقوی است. این ترانه به دلیل استفاده از آن در کلیپی علیه حسن روحانی در اواخر سال ۱۳۹۵ جنجال‌انگیز شد، که استفاده سیاسی از آن اعتراض محسن چاوشی را دربر داشت.